# Georgische Bürgerunion

Logo

Die Georgische Bürgerunion (georgisch Sakartvelos Mokalaketa Kavshiri - SMK) war eine mitte-links orientierte Partei in Georgien. Sie wurde 1993 gegründet und 2003 aufgelöst. Ihr zentrales Anliegen war die Unterstützung der Präsidentschaft Eduard Schewardnadses.

## Geschichte
Die Georgische Bürgerunion schloss die Parteien Tifliser Bürger, Einheit und Wohlfahrt (georgisch Ertoba da ketildgeoba) und die Grünen (georgisch Mtsvaneebi) zusammen und hatte über 32.000 Mitglieder, davon 9.600 Frauen. Parteivorsitzender war Eduard Schewardnadse. Bei den Parlamentswahlen im November 1995 gaben 23,71 Prozent der Wähler der SMK ihre Stimme, bei den Wahlen im Oktober 1999 waren es 41,8 Prozent. Bei den Wahlen zum Stadtrat von Tiflis rutschte sie am 2. Juni 2002 auf drei Prozent, scheiterte damit an der Fünf-Prozent-Hürde. Im November 2003 erhielt die Partei im Block Für ein neues Georgien 21,3 Prozent der Stimmen. Das Ergebnis wurde jedoch später vom Obersten Gerichtshof wegen Wahlfälschung annulliert.
Der Wahlspruch der Partei Ein würdiger Präsident, ein würdiges Parlament für ein starkes Georgien stellte den Präsidenten in den Mittelpunkt. Erklärtes Ziel der Bürgerunion war der Aufbau eines demokratischen, unabhängigen und wirtschaftlich starken Georgiens. Neben dem Schutz der Bürgerrechte und der Wiederherstellung der territorialen Integrität Georgiens ging es der Partei auch darum, die Bürger zur mehr Teilhabe und einem neuen Gründergeist zu animieren.
Die Partei spielte eine wichtige Rolle bei der Errichtung von Stabilität und Ordnung in Georgien. Sie half die Herrschaft der Warlords zu stoppen, initiierte institutionelle Reformen in Wirtschaft und Gesellschaft. Sie integrierte Georgien in internationale Strukturen, schob wichtige Projekte wie TRACECA, die Baku-Tiflis-Ceyhan-Pipeline und die Kontrolle der georgischen Grenzen durch eigene Grenztruppen an.
Die Bürgerunion besaß einen Beobachterstatus bei der Sozialistischen Internationale, pflegte enge Kontakte mit der britischen Labour Party, den deutschen und dänischen Socialdemokraterne sowie der aserbaidschanischen Regierungspartei Neues Aserbaidschan.
Ihre Jugendorganisation war die 1994 gegründete Junge Georgische Bürgerunion mit rund 12.000 Mitgliedern (1999). Die Partei gab seit 1996 die Wochenzeitung Mokalake (dt. Bürger) heraus.